# Renata Pliś
Renata Pliś (née le 5 février 1985 à Wrocław) est une athlète polonaise, spécialiste des courses de demi-fond.

## Biographie
Le 19 mars 2016, Pliś se classe 7e lors des championnats du monde en salle de Portland sur 1 500 m en 4 min 10 s 14.

## Palmarès
| Date | Compétition                       | Lieu             | Résultat | Épreuve | Temps          |
| ---- | --------------------------------- | ---------------- | -------- | ------- | -------------- |
| 2010 | Championnats d'Europe par équipes | Bergen           | 2e       | 3 000 m | 9 min 8 s 94   |
| 2011 | Championnats d'Europe en salle    | Paris            | 4e       | 1 500 m | 4 min 15 s 16  |
| 2013 | Championnats d'Europe par équipes | Gateshead        | 3e       | 3 000 m | 4 min 10 s 73  |
| 2014 | Championnats du monde en salle    | Sopot            | 6e       | 3 000 m | 9 min 7 s 05   |
| 2014 | Championnats d'Europe             | Zurich           | 4e       | 1 500 m | 4 min 6 s 65   |
| 2015 | Championnats d'Europe par équipes | Tcheboksary      | 1re      | 5 000 m | 15 min 49 s 29 |
| 2015 | Ligue de diamant                  | Ligue de diamant | 6e       | 3 000 m | détails        |
| 2016 | Championnats du monde en salle    | Portland         | 7e       | 1 500 m | 4 min 10 s 14  |
| 2017 | Championnats d'Europe en salle    | Belgrade         |          | 1 500 m |                |
| 2017 | Championnats d'Europe en salle    | Belgrade         | 3 000 m  |         |                |

## Records
| Épreuve | Performance   | Lieu      | Date              |
| ------- | ------------- | --------- | ----------------- |
| 1 500 m | 4 min 3 s 50  | Bruxelles | 16 septembre 2011 |
| 3 000 m | 8 min 39 s 18 | Bruxelles | 5 septembre 2014  |